# Спинея
Спинея (итал. Spinea) — коммуна в Италии, располагается в провинции Венеция области Венеция.
Население составляет 24 603 человека (на 2004 г.), плотность населения составляет 1634 чел./км². Занимает площадь 15 км². Почтовый индекс — 30038. Телефонный код — 041.
Покровителем населённого пункта считается Santa Francesca Romana. Праздник ежегодно празднуется 9 марта.